# Hlukhiv
Hlukhiv (tiếng Ukraina: Глухів) là một thành phố nằm trong tỉnh Sumi của Ukraina. Thành phố Hlukhiv có diện tích km2, dân số theo điều tra vào năm 2001 là 35.800 người. Thành phố nằm gần căn cứ không quân Chervonoye Pustogorod.